# De Dietrich Type SH
Der De Dietrich Type SH ist eine Baureihe von Pkw-Modellen aus den 1900er Jahren. Dazu gehören Type KSH und Type LSH. Hersteller war die Société de Dietrich et Cie de Lunéville in Frankreich.

## Beschreibung
Das Modell stand nur 1904 im Sortiment. Vorgänger war der Type H. Einen Nachfolger gleicher Größe gab es nicht. Im selben Jahr bot der Hersteller außerdem Type SI, Type SM, Type SP sowie den Rennwagen 80 CV an, allesamt mit größeren Motoren.
Der Motor entstand nach einer Lizenz von Turcat-Méry. Er ist ein Vierzylinder-Reihenmotor mit IOE-Ventilsteuerung. Jeweils zwei Zylinder sind paarweise zusammengegossen. 90 mm Bohrung und 120 mm Hub ergeben 3054 cm³ Hubraum. Der Motor war damals in Frankreich steuerlich mit 12 CV eingestuft.
Der Motor ist vorn längs im Fahrgestell eingebaut. Er treibt über ein Dreiganggetriebe und Ketten die Hinterräder an. Die Bremse wirkt zeittypisch nur auf die Hinterachse.
Der Radstand beträgt 246 cm beim Type KSH und 251 cm beim Type LSH. Die Spurweite ist einheitlich 137 cm.
Der Fahrer Gaillard nahm im Oktober 1904 beim Course de côte de Château-Thierry teil.